# Кафира
Кафира је у грчкој митологији била нимфа.

## Митологија
Била је Океанида са острва Родос, којој је Реја поверила да одгаја малог Посејдона, уз помоћ Телхина. Можда је била божанство олујних облака, с обзиром да њено име значи „олујни дах“. Повезана је са сестром Телхина, Халијом, а можда је у питању и иста личност.